# Tahikinin
Tahikininski peptidi su jedna od najvećih familija neuropeptida, nađenih kod vodozemaca i sisara. Tahikinini imaju od deset do dvanaest aminikiselinskih ostataka. Oni su dobili ime po njihovoj sposobnosti da brzo indukuju kontrakciju tkiva stomaka. Tahikininska familija je karakterisana zajedničkom sekvencom C-terminusa, Phe-X-Gly-Leu-Met-NH2, gde je X bilo aromatična ili alifatična aminokiselina. Geni koji proizvode tahikinine kodiraju prekursorske proteine zvane preprotahikinini, koji se presecaju u manje peptide posttranslaciono putem proteolitičkih transformacija. Ti geni takođe kodiraju više splajsnih formi.
Tahikinini pobuđuju neurone, i evociraju promene ponašanja. Oni su potentni vazodilatatori, i izazivaju kontrakcije mnogih glatkih mišića (direktno ili indirektno).
Ljudski tahikininski geni su TAC1 i TAC3. Ekvivalentni mišji geni su Tac1 i Tac2. TAC1 kodira neurokinin A (ranije poznat kao supstanca K), neuropeptid K (neurokinin K), neuropeptid gama, i supstancu P. Alfa, beta, i gama splajsne varijante se izražavaju. Alfa formi nedostaje ekson 6, a gama formi ekson 4. Sve tri splajsne forme TAC1 proteina proizvode supstancu P, a samo beta i gama forme proizvode druga tri peptida. Neuropeptid K i neuropeptid gama su N-terminalno duže verzije neurokinina A koji je finalni peptid u nekim tkivima. TAC3 kodira neurokinin B. Najpoznatiji tahikinin je supstanca P.

## Receptori
Kod sisara su poznata tri tahikininska receptora:  i . Svi članovi familije su 7-transmembranski G protein spregnuti receptori, koji indukuju aktivaciju fosfolipaze C, i proizvode inozitol trifosfat.  i  selektivno vezuju supstancu , neurokinin A i neurokinin B, respektivno. Ovi receptori nisu potpuno specifični za individualne tahikinine, već imaju različite afinitete: 
Za antagoniste neurokinin-1 (NK1) receptora je predloženo da pripadaju novoj klasi antidepresanata, dok je za  antagoniste predloženo da su anksiolitici, a  antagonisti su svrstani u antipsihotike.
Tahikininski peptidi takođe učestvuju u inflamaciji, i antagonisti tahikininskih receptora su istraživani za upotrebu u lečenju inflamatornih oboljenja kao što je astma i upalna bolest creva. Do sada su ovi lekovi prevenstveno korišteni kao antiemetici, kod ljudi i u veterinarskoj medicini.
Primeri tahikininskih antagonista su:
- Aprepitant
- Casopitant
- Fosaprepitant
- Maropitant
- Nepadutant
- Osanetant
- Saredutant
- Talnetant

## Potfamilije
- Tahikinin IPR008215

## Literatura
1. ↑  Grace RC, Lynn AM, Cowsik SM (2001). „Lipid induced conformation of the tachykinin peptide Kassinin”. J. Biomol. Struct. Dyn. 18 (4): 611—21, 623—5. PMID 11245256.
2. 1 2  Carter MS, Krause JE (1990). „Structure, expression, and some regulatory mechanisms of the rat preprotachykinin gene encoding substance P, neurokinin A, neuropeptide K, and neuropeptide gamma”. J. Neurosci. 10 (7): 2203—14. PMID 1695945.
3. ↑  Maggio JE (1988). „Tachykinins”. Annu. Rev. Neurosci. 11: 13—28. PMID 3284438. doi:10.1146/annurev.ne.11.030188.000305.
4. ↑  Helke CJ, Krause JE, Mantyh PW, Couture R, Bannon MJ (1990). „Diversity in mammalian tachykinin peptidergic neurons: multiple peptides, receptors, and regulatory mechanisms”. Faseb J. 4 (6): 1606—15. PMID 1969374.
5. ↑  Avanov AIa (1992). „Tachykinins and conformational aspects of their interactions with receptors”. Mol. Biol. (Mosk). 26 (1): 5—24. PMID 1324401.
6. ↑  Dornan WA, Vink KL, Malen P, Short K, Struthers W, Barrett C (1993). „Site-specific effects of intracerebral injections of three neurokinins (neurokinin A, neurokinin K, and neurokinin gamma) on the expression of male rat sexual behavior”. Physiol. Behav. 54 (2): 249—58. PMID 7690487. doi:10.1016/0031-9384(93)90107-Q.
7. ↑  Online Mendelovsko nasleđivanje kod čoveka (OMIM) TAC1 -162320
8. ↑  Online Mendelovsko nasleđivanje kod čoveka (OMIM) TAC3 -162330
9. ↑  Alvaro G, Di Fabio R (2007). „Neurokinin 1 receptor antagonists--current prospects”. Curr Opin Drug Discov Devel. 10 (5): 613—21. PMID 17786860.
10. ↑  Duffy RA (2004). „Potential therapeutic targets for neurokinin-1 receptor antagonists”. Expert Opin Emerg Drugs. 9 (1): 9—21. PMID 15155133. doi:10.1517/eoed.9.1.9.32956.
11. ↑  Salomé N, Stemmelin J, Cohen C, Griebel G (2006). „Selective blockade of NK2 or NK3 receptors produces anxiolytic- and antidepressant-like effects in gerbils”. Pharmacol. Biochem. Behav. 83 (4): 533—9. PMID 16624395. doi:10.1016/j.pbb.2006.03.013.
12. ↑  Louis C, Stemmelin J, Boulay D, Bergis O, Cohen C, Griebel G (2008). „Additional evidence for anxiolytic- and antidepressant-like activities of saredutant (SR48968), an antagonist at the neurokinin-2 receptor in various rodent-models”. Pharmacol. Biochem. Behav. 89 (1): 36—45. PMID 18045668. doi:10.1016/j.pbb.2007.10.020.
13. ↑  Spooren W, Riemer C, Meltzer H (2005). „Opinion: NK3 receptor antagonists: the next generation of antipsychotics?”. Nat Rev Drug Discov. 4 (12): 967—75. PMID 16341062. doi:10.1038/nrd1905.
14. ↑  Chahl LA (2006). „Tachykinins and neuropsychiatric disorders”. Curr Drug Targets. 7 (8): 993—1003. PMID 16918327. doi:10.2174/138945006778019309. Архивирано из оригинала 28. 03. 2009. г. Приступљено 09. 10. 2018.
15. ↑  Groneberg DA, Harrison S, Dinh QT, Geppetti P, Fischer A (2006). „Tachykinins in the respiratory tract”. Curr Drug Targets. 7 (8): 1005—10. PMID 16918328. doi:10.2174/138945006778019318. Архивирано из оригинала 28. 03. 2009. г. Приступљено 09. 10. 2018.
16. ↑  Improta G, Broccardo M (2006). „Tachykinins: role in human gastrointestinal tract physiology and pathology”. Curr Drug Targets. 7 (8): 1021—9. PMID 16918330. doi:10.2174/138945006778019354. Архивирано из оригинала 28. 03. 2009. г. Приступљено 09. 10. 2018.
17. ↑  Boot JD; de Haas S; Tarasevych S;  . (2007). „Effect of an NK1/NK2 receptor antagonist on airway responses and inflammation to allergen in asthma”. Am. J. Respir. Crit. Care Med. 175 (5): 450—7. PMID 17170385. doi:10.1164/rccm.200608-1186OC.
18. ↑  Navari RM (2007). „Fosaprepitant (MK-0517): a neurokinin-1 receptor antagonist for the prevention of chemotherapy-induced nausea and vomiting”. Expert Opin Investig Drugs. 16 (12): 1977—85. PMID 18042005. doi:10.1517/13543784.16.12.1977.
19. ↑  Hickman MA; Cox SR; Mahabir S;  . (2008). „Safety, pharmacokinetics and use of the novel NK-1 receptor antagonist maropitant (Cerenia) for the prevention of emesis and motion sickness in cats”. J. Vet. Pharmacol. Ther. 31 (3): 220—9. PMID 18471143. doi:10.1111/j.1365-2885.2008.00952.x.
20. ↑  Quartara L, Altamura M (2006). „Tachykinin receptors antagonists: from research to clinic”. Curr Drug Targets. 7 (8): 975—92. PMID 16918326. doi:10.2174/138945006778019381. Архивирано из оригинала 28. 03. 2009. г. Приступљено 09. 10. 2018.

## Spoljašnje veze
- Tachykinins на 

|  | Molimo Vas, obratite pažnju na važno upozorenje u vezi sa temama iz oblasti medicine (zdravlja). |